# Zoomsteek

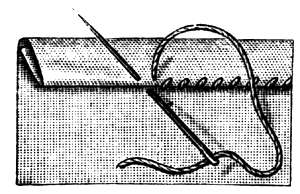
Een zoomsteek uit de Encyclopedia of Needlework van Thérèse de Dillmont uit 1884

Een zoomsteek is een specifieke naaisteek bedoeld om zomen te maken zoals de naam al zegt. Het is een steek die aan de voorzijde van het kledingstuk vrijwel niet zichtbaar is. De steken zijn schuin en klein, De zoomsteek wordt met de hand gemaakt. Een onzichtbare steek die met de naaimachine gemaakt kan worden wordt blindzoomsteek genoemd, maar met een huishoudelijke naaimachine wordt niet zo een mooi resultaat verkregen als met de hand. De zoomsteek wordt niet alleen bij kleding gebruikt, maar bijvoorbeeld ook voor gordijnen.

## Techniek
Voor de zoom wordt de zoomtoeslag naar binnen gevouwen en eerst gespeld of geregen. Daarna wordt het kledingstuk eventueel nog gepast, zodat gecontroleerd wordt of de lengte goed is. De zoomsteek wordt gemaakt met de binnenkant van het kledingstuk naar voren. Bij het naaien wordt van rechts naar links gewerkt (bij een rechtshandig persoon; een linkshandige werkt van links naar rechts). Bij de steek worden met de naald slechts enkele draden opgenomen van de stof die aan de goede zijde zichtbaar is, zodat aan de goede kant slechts een piepklein steekje zichtbaar is. Er wordt een dunne naald gebruikt, zodat geen gaatjes in de stof achterblijven. De afstand tussen de steken is rond 0,5 cm. De draad moet niet strak aangetrokken worden, want dan worden de steken als kleine putjes wel zichtbaar aan de voorzijde.
De zoomsteek is niet erg degelijk. Als de draad bij het gebruik breekt, zal een flink deel van de stof lostrekken.
Het met de hand zomen is veel werk. Alternatief voor zomen met de hand of machine is het gebruik van textiellijm.

## Materiaal
De zoomsteek wordt gemaakt met een dunne, sterke, draad. Om de onzichtbaarheid te vergroten dient de draad zoveel mogelijk dezelfde kleur te hebben als het kledingstuk.